# Que Sera, Sera (Whatever Will Be, Will Be)
«Que Sera, Sera (Whatever Will Be, Will Be)» — песня, написанная в 1955 году авторским дуэтом Рэем Эвансом и Джеем Ливингстоном. Впервые прозвучала в исполнении актрисы и певицы Дорис Дэй, исполнявшей одну из главных ролей в фильме 1956 года режиссёра Альфреда Хичкока «Человек, который слишком много знал».
Песня была выпущена отдельным синглом на лейбле «Columbia Records» (каталожный номер 40704). Композиция возглавляла британский хит-парад «UK Singles Chart»; в американском хит-параде «Billboard Hot 100» достигала 2-го места.
По итогам 1956 года песня получила «Оскар» за лучшую оригинальную песню к фильму. Для её авторов Ливингстона и Эванса, уже выигрывавшим в этой категории в 1948 и 1950 годах, эта премия стала третьей.
В песне три куплета, исполняемые певицей от первого лица. В первом куплете героиня поёт от лица девочки, во втором — девушки, а в третьем — взрослой женщины, матери. Каждый раз она задаётся вопросом: «Какой я буду?» (англ. What will I be?) или «Что ждёт меня впереди?» (англ. What lies ahead?), на что получает один и тот же ответ: «Будь что будет!» (англ. What will be, will be!).

## Дальнейшая судьба
С 1968 по 1973 год песня была темой комедийного телесериала The Doris Day Show с Дорис Дей в главной роли и стала «визитной карточкой» певицы.
Песня исполняется жителями Спрингфилда в серии «Bart's Comet» 6-го сезона мультсериала «Симпсоны».
У композитора Ливингстона на надгробии высечено «Que sera, sera».
В 2022-м году песня в исполнении группы «Pixies» стала саундтреком к фантастическому триллеру в жанре «ужасы» «Извне» (англ. From).